# Pierre Montredon
Pour les articles homonymes, voir Montredon.
Pierre Montredon, né le 16 août 1909 à Roquefort-sur-Soulzon et mort le 26 mai 2008 à Biviers, est un homme politique français.

## Détail des fonctions et des mandats
Mandat parlementaire
- 29 octobre 1976[2] - 2 avril 1978 : Député de l'Aveyron